# Mirushë
Mirushë / Miruša (cyr. Мируша) – wieś w Kosowie, w regionie Prizren, w gminie Malishevë/Mališevo. W 2011 roku liczyła 787 mieszkańców. 